# Nikolaj Pereverzev
Nikolaj Vladimirovič Pereverzev (in russo Николай Владимирович Переверзев?; Tjumen', 15 dicembre 1986) è un giocatore di calcio a 5 russo.